# Жовте море (фільм)
Жовте море (кор. 황해) — південнокорейський гостросюжетний трилер, який вийшов 2010 року. Події фільму обертаються навколо чоловіка, який у пошуках своєї зниклої дружини мандрує зі свого рідного міста Янджі, КНР до Південної Кореї.

## Сюжет
У північно-східному місті Яньцзи, у Янбьон-Корейському Автономному Окрузі, Ку Нам (Ха Чон У), етнічний кореєць, або Чосончок, працює таксистом. Коли він вільний від праці, то часто знаходиться в ігрових салонах, через те має великі борги. Його дружина вирушила працювати до Південної Кореї та обіцяла надсилати гроші. Проте від неї не було ніяких повідомлень. Згодом Ку Нама звільняють з роботи, а колектори забирають майже всю вихідну допомогу.
Місцевий ґанґстер, Мьон Чон Хак (Кім Юн Сок), пропонує йому угоду: якщо Ку Нам вирушить до Південної Кореї та вб'є місцевого бізнесмена, він отримає CN¥57,000 (US$10 000). Ку Нам погоджується та вирушає до Південної Кореї, маючи 500 доларів для витрат.
Коли Ку Нам прибуває до Південної Кореї, він обережно стежить за жертвою кілька днів, а також шукає свою дружину. Коли приходить час здійснити вбивство, стаються непередбачувані події, які змушують його шукати вихід з ситуації. У цей час поліція, корейські бандити, а також корейсько-китайська мафія починає шукати на Ку Нама.

## Реліз
Фільм було показано у секції Особливий погляд на Каннському кінофестивалі 2011, а також на Мюнхенському кінофестивалі.
Права для показу фільму у Великій Британії та Австралії було продано Bounty Films. Реліз фільму у Великій Британії стався 21 жовтня 2011 року. 

## Сприйняття
Уперше фільм було представлено 21 грудня 2010 року у Південній Кореї. Згідно з даними Korean Film Council усього було продано 1.05 мільйона квитків. Усього по всьому світові було продано 2,142,742 квитків.